# Hvad ville du have gjort?
Hvad ville du have gjort? er en amerikansk stumfilm fra 1920 af Dallas M. Fitzgerald.

## Medvirkende
- Bert Lytell som Leigh Dering
- Seena Owen som Jean Dering
- Cleo Madison som Anne Steel
- Landers Stevens som Richard Willoughby
- Edward Cecil som Govind Singh
- Arthur Morrison som Desmond
- Wilbur Higby som Dering
- Michael D. Moore som Billy
- Rose Marie de Courelle som Ayah